# Carl Gottfried Neuendorf
Carl Gottfried Neuendorf (* 16. Dezember 1750 in Neuendorf bei Schwedt; † 10. Oktober 1798 in Dessau) war ein deutscher Theologe, Pädagoge und Philanthrop.

## Leben und Werk
Carl Gottfried Neuendorf wurde in Pommern geboren. Er arbeitete zunächst als Lehrer und Erzieher am Waisenhaus und Pädagogium der Franckeschen Stiftungen in Halle (Saale). Später ging er als Konrektor und Frühprediger nach Halberstadt. Danach war Neuendorf Lehrer und ab 1778 Professor am Philanthropinum Dessau, der wichtigsten Anstalt der pädagogischen Richtung des Philanthropismus. Hier war er außerdem Mitglied des Direktoriums nach dem Ausscheiden von Johann Bernhard Basedow als Leiter. 1780 verließ er das Philanthropinum, um eine Landpredigerstelle in Barnim-Cunow bei Werben im Landkreis Pyritz (Pommern) anzutreten. Nach seiner Rückberufung 1784 durch Fürst Franz nach Dessau ernannte der ihn zum Direktor für Schulwesen in Dessau. In dieser Funktion führte er eine Landschulreform an über 70 Schulen durch. Die Neuendorfsche Schulreform schuf die Hauptschule als zur Universitätsreife führende, im Gegensatz zum Philanthropinum, straff organisierte Schulform. Die Reform schloss auch kleinste Landschulen und jüdische Konfessionsschulen mit ein. Er schuf für alle Kinder eine einheitliche Grundausbildung, die freie Wahl der Schulart, Schulpflicht, Schulgeldfreiheit, Stipendienzahlung für Bedürftige bis zum Universitätsabschluss und die Trennung von Kirche und Schule. Außerdem setzte er sich für eine qualifizierte Lehrerausbildung ein.

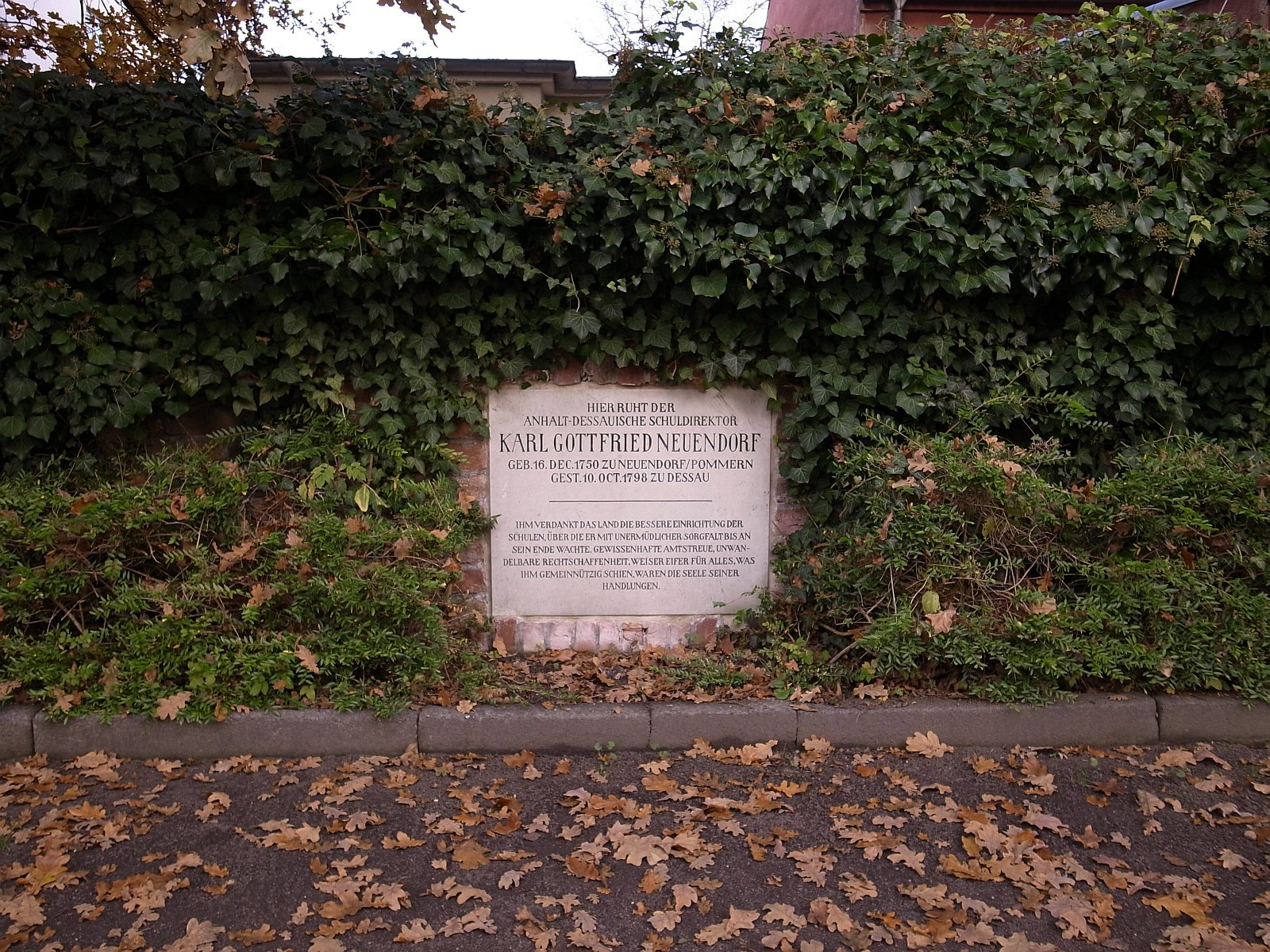
Ruhestätte in Dessau

Der fürstliche Baumeister Friedrich Wilhelm von Erdmannsdorff schuf hierzu, neben den Schloßbauten in Wörlitz, Luisium und Georgium, auch Schulen für Landgemeinden, die in Griesen und Riesigk erhalten geblieben sind.
Carl Gottfried Neuendorf war gleichzeitig Leiter der Dessauer Hauptschule, die, 1785 gegründet, zum wichtigsten Schulstandort in Anhalt-Dessau wurde. Im gleichen Jahr stellt Fürst Franz das Palais des Prinzen Moritz der Schule zur Verfügung.
Als Neuendorf 1798 starb, wurde er auf dem Neuen Begräbnisplatz in Dessau beigesetzt. Sein Nachfolger als Leiter der Hauptschule und Direktor für das Schulwesen wurde Gerhard Vieth.

„Ihm verdankt das Land die bessere Einrichtung der Schulen, über die er mit unermüdlicher Sorgfalt bis an sein Ende wachte. Gewissenhafte Amtstreue, unwandelbare Rechtschaffenheit, weiser Eifer für Alles, was ihm gemeinnützig schien, waren die Seele seiner Handlungen.“

## Schriften (Auswahl)
- Carl Gottfried Neuendorf: Nachricht von der gegenwärtigen Verfassung des Erziehungs-Instituts zu Dessau. Philanthropische Buchhandlung Dessau, Crusius Leipzig 1785
- Carl Gottfried Neuendorf: Ueber die neue Einrichtung der hochfürstlichen Hautschule in Dessau. Dessau, 1785
- Carl Gottfried Neuendorf: Versuch über die Lage des Menschen. Waisenhaus, Halle (Saale) 1795